# Crkva Krista Kralja u Beogradu
Crkva Krista Kralja u Beogradu katolička je crkva u beogradskoj općini Vračar. 
Na njezinu mjestu prvotno je bila kapela, posvećena sv. Ladislavu, a dozidavanjem sporednih ulaza, kora i zvonika, dosegla je trenutnu veličinu. 1926. godine, na svetkovinu Krista Kralja posvećena je novom zaštitniku - Kristu Kralju, i postala je privremenom katedralom, što je ostala do 1988. godine, kada je posvećena nova crkva, Uznesenja BDM, a ona je preimenovana u konkatedralu. 
Trenutni župnik u službi ove crkve je otac mr. Aleksandar Ninković

## Unutrašnjost crkve
Glavni oltar okrenut je prema narodu. S obiju strana nadbiskupskoga trona nalaze se pomoćna sjedišta. Crkva ima i dva bočna mramorna oltara: Bezgrešne Djevice i svetog Josipa. Apsidu iznad trona krasi mozaik Krista Kralja.